# Акулівік
Акулівік  (англ. Akulivik, інук. ᐊᑯᓕᕕᒃ, фр. Akulivik) — село у Канаді, у районі Нунавік регіону Північ Квебеку провінції Квебек. Розташоване в західній частині півострова Унгава, на березі Гудзонової затоки. Населення села становить 616 чоловік (перепис 2011 року). Близько 90 % населення складають ескімоси.
Село є одним з 14 так званих північних сіл (офіційний статус) Квебеку.
У селі є аеропорт.

## Населення
Населення села Акулівік за переписом 2011 року становить 616 людини і для нього характерним є зростання протягом останніх десятиріч:
- 1986 рік — 337 осіб,[5]
- 1991 рік — 373 особи,[5]
- 1996 рік — 411 осіб,[5]
- 2001 рік - 472 осіб[6]
- 2006 рік - 507 особи[6]
- 2011 рік - 616 осіб[2]

Данні про національний склад населення, рідну мову й використання мов у селі Акулівік, отримані під час перепису 2011 року, будуть оприлюднені 24 жовтня 2012 року. Перепис 2006 року дає такі данні:
- корінні жителі — 505 осіб,
- некорінні — 10 осіб.

| Мова                                          | Рідна мова | Рідна мова | Володіння офіційною мовою | Володіння офіційною мовою | Мова, якою найчастіше розмовляють вдома | Мова, якою найчастіше розмовляють вдома | Мова, якою найчастіше розмовляють на роботі | Мова, якою найчастіше розмовляють на роботі |
| Мова                                          | 2006       | 2011       | 2006                      | 2011                      | 2006                                    | 2011                                    | 2006                                        | 2011                                        |
| Англійська                                    | 0          |            | 225                       |                           | 0                                       |                                         | 25                                          |                                             |
| Французька                                    | 0          |            | 65                        |                           | 0                                       |                                         | 10                                          |                                             |
| Французька і англійська                       | 0          |            | 70                        |                           | 0                                       |                                         | 0                                           |                                             |
| Англійська і неофіційна мова                  | 0          |            | —                         |                           | 0                                       |                                         | 0                                           |                                             |
| Французька і неофіційна мова                  | 0          |            | —                         |                           | 0                                       |                                         | 0                                           |                                             |
| Французька, англійська і неофіційна мова      | 0          |            | —                         |                           | 0                                       |                                         | 0                                           |                                             |
| Інша мова (мови)                              | 500        |            | —                         |                           | 500                                     |                                         | 205                                         |                                             |
| Не володіють ані англійською, ані французькою | —          | —          | 150                       |                           | —                                       | —                                       | —                                           | —                                           |